# Armada austrohúngara
La Armada austrohúngara era la fuerza naval del Imperio austrohúngaro. Su nombre oficial en alemán era Kaiserliche und Königliche Kriegsmarine, es decir, Marina de Guerra Imperial y Real (Imperial de Austria y Real de Hungría), que se solía abreviar como k.u.k. Kriegsmarine.
Esta armada se creó durante la monarquía dual en 1867 y permaneció en servicio hasta el final de la Primera Guerra Mundial. Con anterioridad a 1867, existían las fuerzas navales del Imperio. En 1915, el total de personal naval dependiente de la KuK Kriegsmarine ascendía a 33 735 efectivos.

## Historia

### Antecedentes

Área de operaciones de la KuK.

Los orígenes de la armada se remontan a cuando los Habsburgo obtuvieron posesión de las costas adriáticas en el siglo XIV. Sin embargo, durante largo tiempo no existió una marina como tal. Durante las guerras contra el Imperio Otomano se empezó a organizar en el siglo XVI la Donauflottille o Flota Imperial del Danubio.
No fue hasta el reinado de José II cuando se decidió crear una armada austriaca, pero se carecía de recursos financieros y solo se construyeron unos pocos buques de guerra. Con la paz de Campoformio en 1797, Venecia, Istria y Dalmacia quedaron en posesión de Austria, incluida la marina veneciana. Esta armada, fundada en 1797, fue llamada la "Armada austro-veneciana" (k.k Veneta Marine).
Los buques militares austriacos tuvieron sus primeros enfrentamientos en 1840 como parte de una flota liderada por los británicos que derrocó al Virrey de Egipto, Muhammad Ali, en la Siria otomana.
Durante las revoluciones de 1848, Venecia estuvo a punto de perderse en manos de los insurgentes italianos, pero el triunfo de las fuerzas imperiales evitó la insurrección. Sin embargo, la flota quedó mermada por el conflicto. Para reconstruir la armada austriaca, se buscó un comandante en jefe adecuado. Lo encontraron en la persona del comodoro danés de primera clase Hans Birch Dahlerup. Este se dedicó con éxito a reconstruir la marina. Después de la reconquista de Venecia, la sede del mando naval permaneció por el momento en Trieste. Algunos pedían que se cambiara a Pola, pero Dahlerup se negó. No obstante, el 20 de noviembre de 1850 llegó la orden de construir un arsenal naval en Pola. En 1850, el alemán se introdujo como un lenguaje de servicio general en reemplazo del veneciano usado comúnmente hasta ese momento.
El puerto base de la Armada Austrohúngara era su Seearsenal (base naval) en Pola, donde se encontraba uno de los mayores dique secos del Mediterráneo. Adicionalmente, usaban el puerto de Cattaro, el punto más al sur del imperio, y Trieste. Trieste y Pola poseían las mejores instalaciones para la construcción de buques. En Pola se encontraba el Kuk Marinefriedhof, el cementerio naval del imperio. En 1990, el cementerio fue restaurado tras décadas de abandono por parte de los gobiernos de la antigua Yugoslavia.
Trieste era también el cuartel general de la línea mercante austriaca Austrian Lloyd (fundada en 1836 y que posteriormente sería Lloyd Triestino), la cual tenía en 1913 una flota de 62 buques con un registro total de 236.000 t.
Venecia poseía asimismo un astillero naval, en el cual se botó el cañonero de hélice Kerka (con una tripulación de 100 marineros) en 1860 y que permaneció en servicio hasta 1908. La flotilla de buques de guerra austriacos en la laguna de Venecia atracaba, en 1864, frente a la iglesia de San Giorgio e incluía a los cañoneros de hélice Ausluger, el vapor de ruedas Alnoch y cinco cañoneros de ruedas de los tipos I a IV.

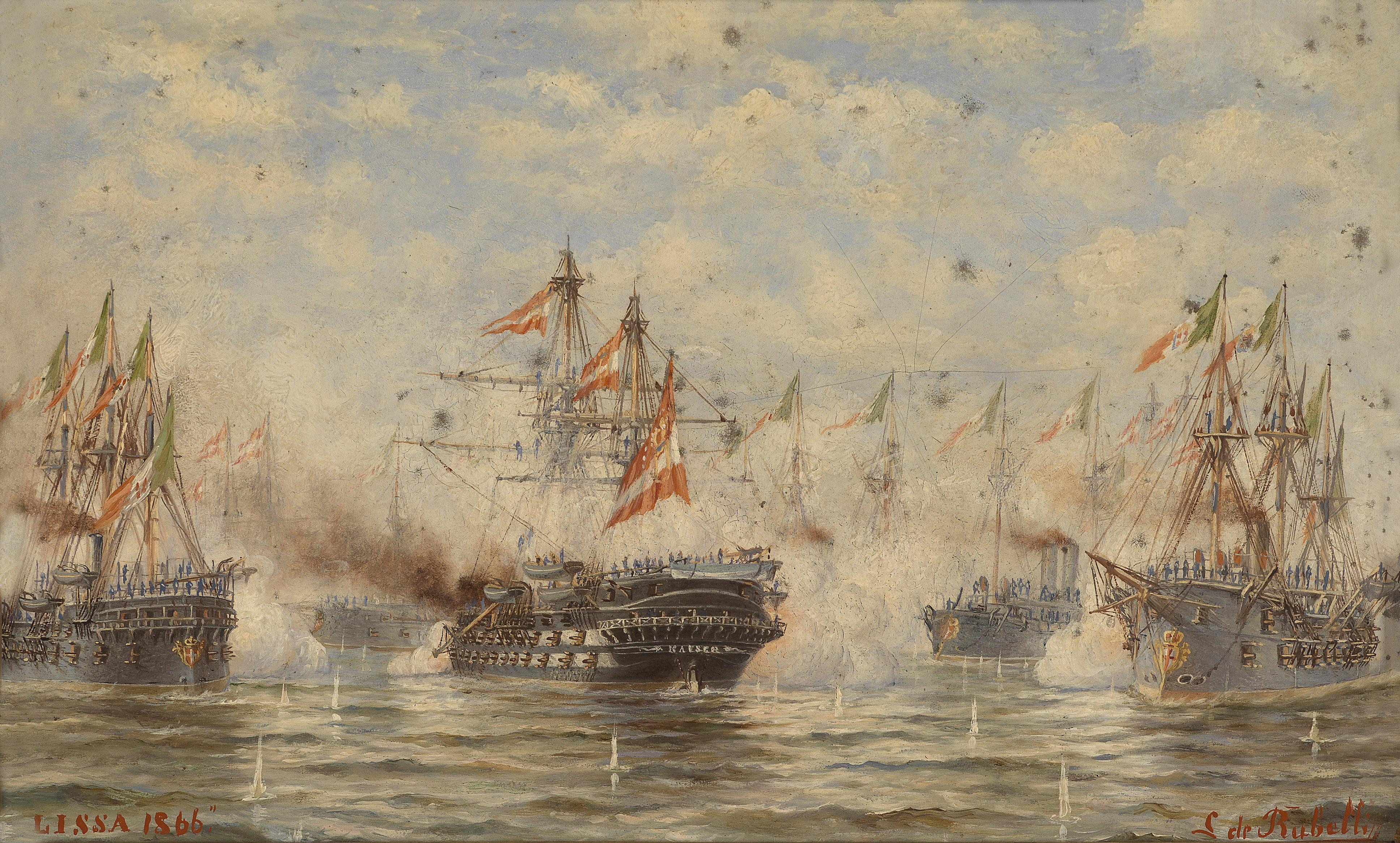
Batalla de Lissa.

En 1863, el navío de línea de hélice de la Royal Navy HMS Marlborough, buque insignia del almirante Fremantle, realizó una visita de cortesía a Pola.
Durante la invasión de Prusia y Austria a Schleswig-Holstein, ducado entonces perteneciente a Dinamarca, el almirante Wilhelm von Tegetthoff comandó una flotilla austriaca con insignia en el SMS Schwarzenberg en la acción naval de Heligoland del 9 de mayo de 1864.
La flota austriaca entró en la era moderna en la Batalla de Lissa el 20 de julio de 1866, cerca de la isla Vis (Lissa) en el Adriático. Fue una victoria austriaca decisiva sobre una fuerza naval italiana superior en número. Bajo el mando del almirante von Tegetthoff, fue la primera vez que en Europa se enfrentaban buques con casco metálico y propulsión a vapor, y una de las últimas ocasiones en las que se realizaron abordajes premeditados.

### Reforma y creación de la armada austrohúngara

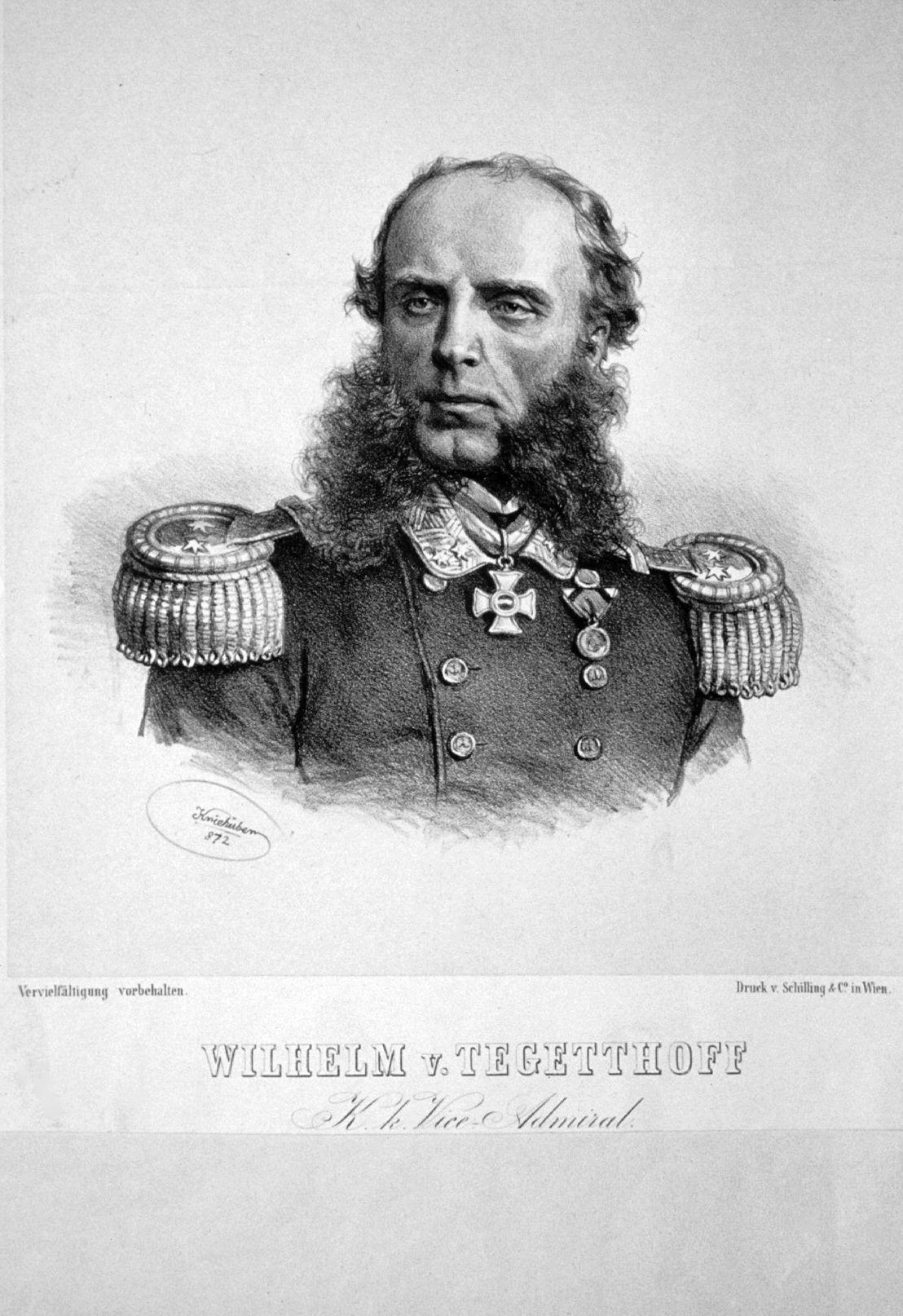
Wilhelm von Tegetthoff

Tras la derrota en la guerra de 1866 contra Prusia e Italia, se hizo una reforma dentro del Imperio austriaco, dándose el Ausgleich o compromiso de febrero de 1867ː Austria y Hungría se convertían en dos entidades con gobiernos y dietas propios, unidas bajo una misma monarquía. Estas reformas también se dieron en las fuerzas armadas. Se le pidió a Wilhelm von Tegetthoff (héroe de la marina durante la guerra con Italia) que expusiera por escrito sus propuestas para la creación de una armada austro-húngara. El ministerio naval que propuso se habría convertido en un cuarto ministerio conjunto del Reich de la Monarquía Dual de Austria-Hungría. Los húngaros habían insistido entonces en que las sedes de los Ministerios conjuntos del Reich se distribuyeran por igual entre Viena y Budapest. Ni la corte imperial ni el gobierno austríaco (Cisleitania) querían eso. Como una propuesta de compromiso, la Sección Marina fue creada como parte del Ministerio de Guerra del Reich. La sede de todos los ministerios conjuntos se mantuvieron en Viena.
El emperador Francisco José I aprobó las propuestas y nombró a Tegetthoff el 25 de febrero de 1868 comandante naval y jefe del Ministerio de Guerra del Reich, en su sección marítima.

### Tiempo de paz

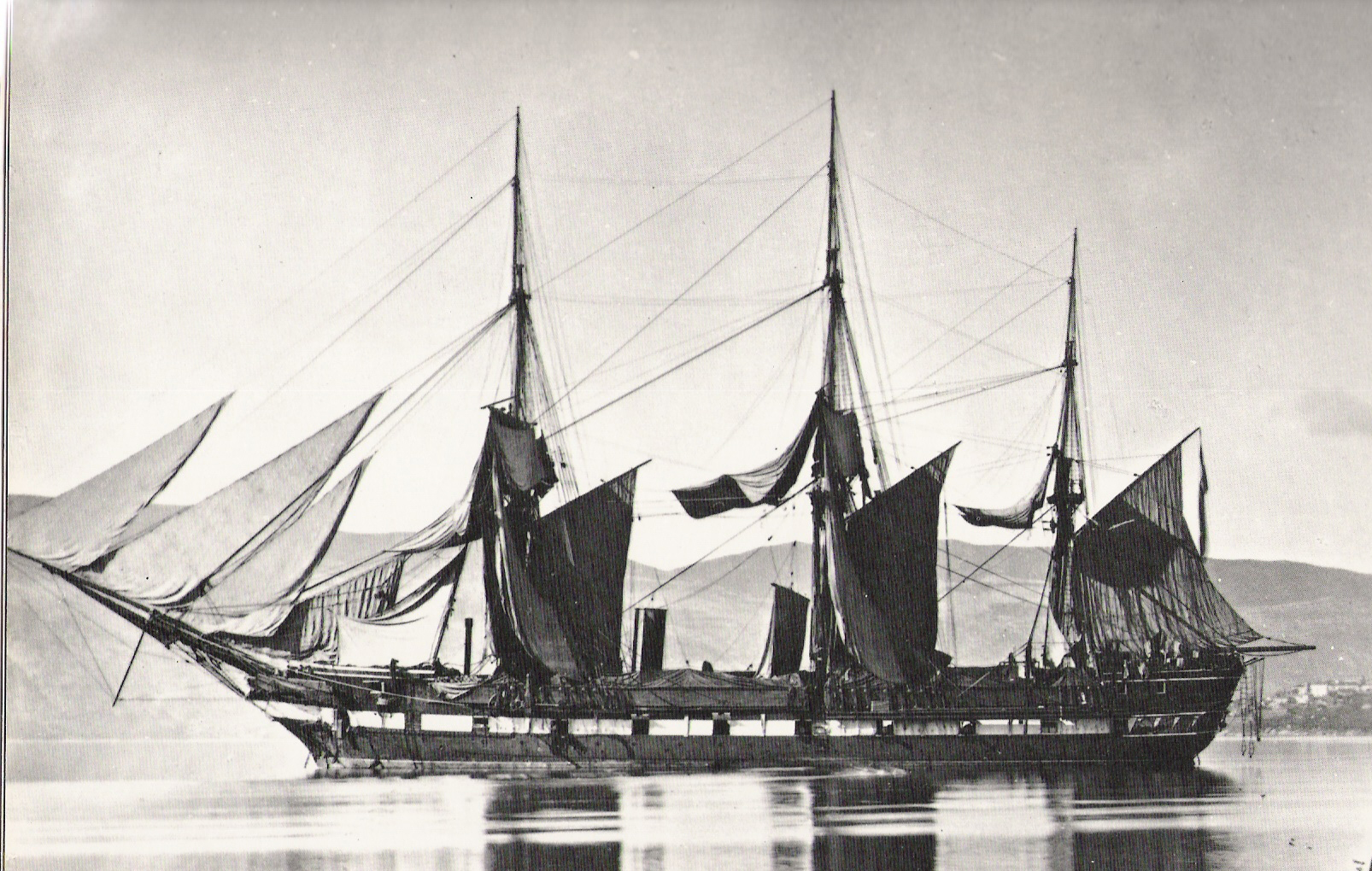
Corbeta de hélice Erzherzog Friedrich en 1868, una veterana de la batalla de Lissa.

En 1873, la nueva fragata a vapor y velas SMS Laudon, con una dotación de 480 hombres, se unió a la flota que tomó parte en la revista naval internacional de Gruž en 1880.
Durante la época de paz, los buques austriacos visitaron puertos de Asia, Norteamérica, Sudamérica y del océano Pacífico.
Cuando el hermano de Francisco José aceptó el trono imperial de México en abril de 1864 de Luis Napoleón, convirtiéndose en Maximiliano I de México, los buques de guerra austrohúngaros SMS Novara y SMS Bellona acompañados de la fragata Themis partieron desde el Adriático con rumbo a Veracruz. Maximiliano había servido en la armada austriaca y era almirante de la flota.
En 1869, el emperador Francisco José realizó una travesía a bordo de la corbeta de hélice SMS Viribus Unitis (no confundirla con el posterior acorazado homónimo) para acudir a la inauguración del Canal de Suez. Este buque, al igual que años después un acorazado, recibió su nombre en honor al lema personal del emperador.

### Expedición polar

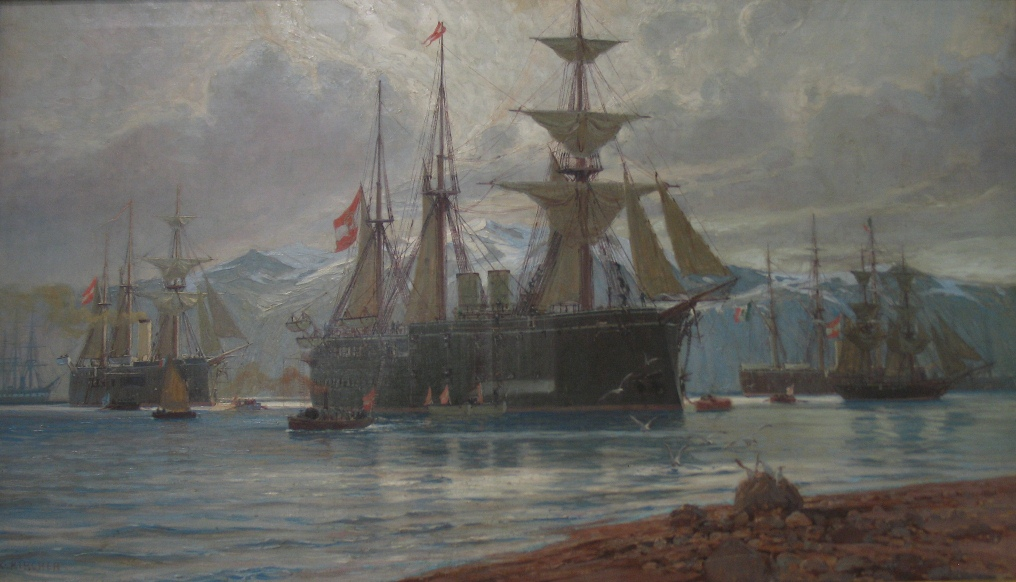
Demostración internacional de la flota en 1880.

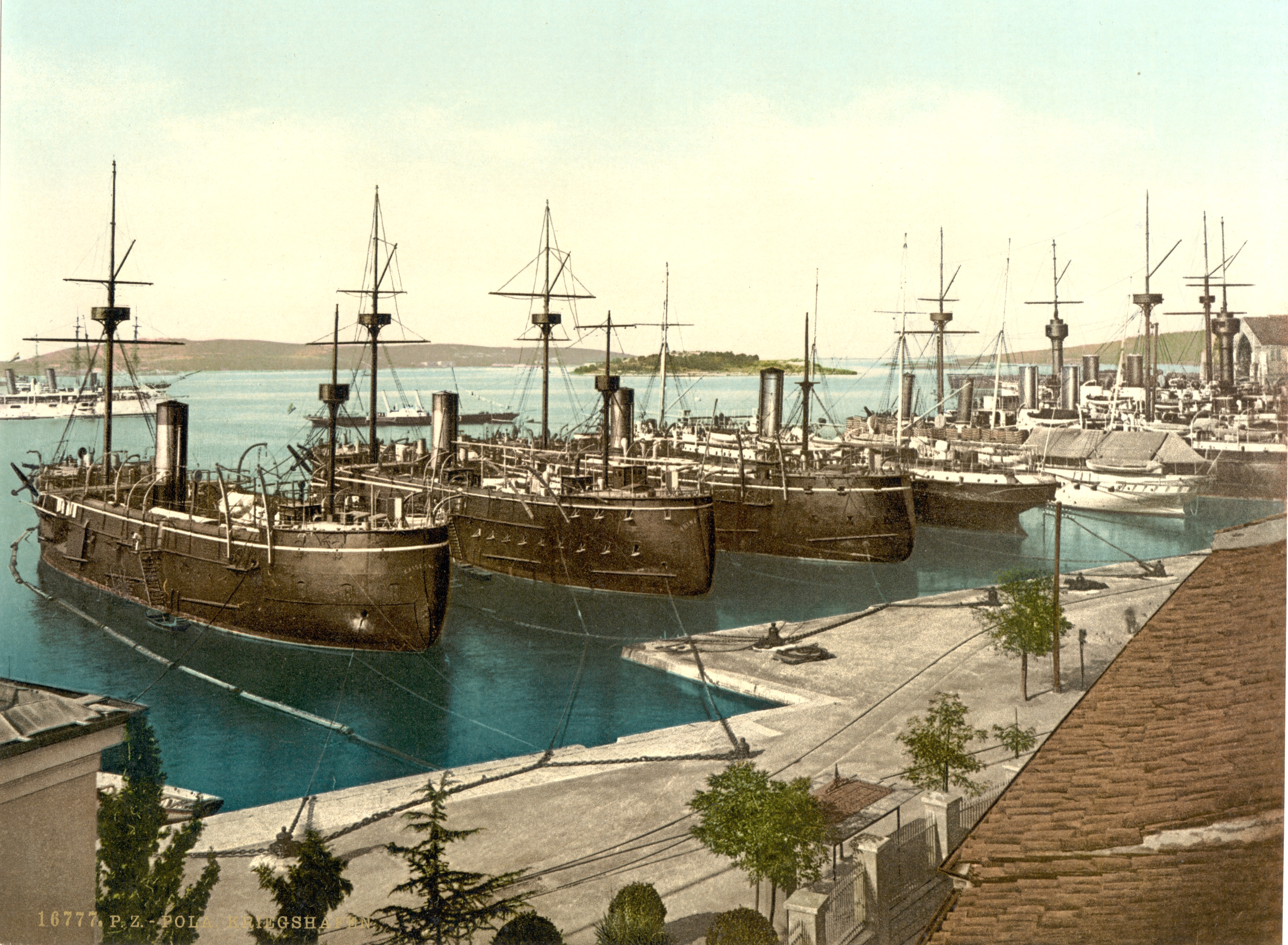
Astillero naval de Pola (actual Pula), hacia 1890.

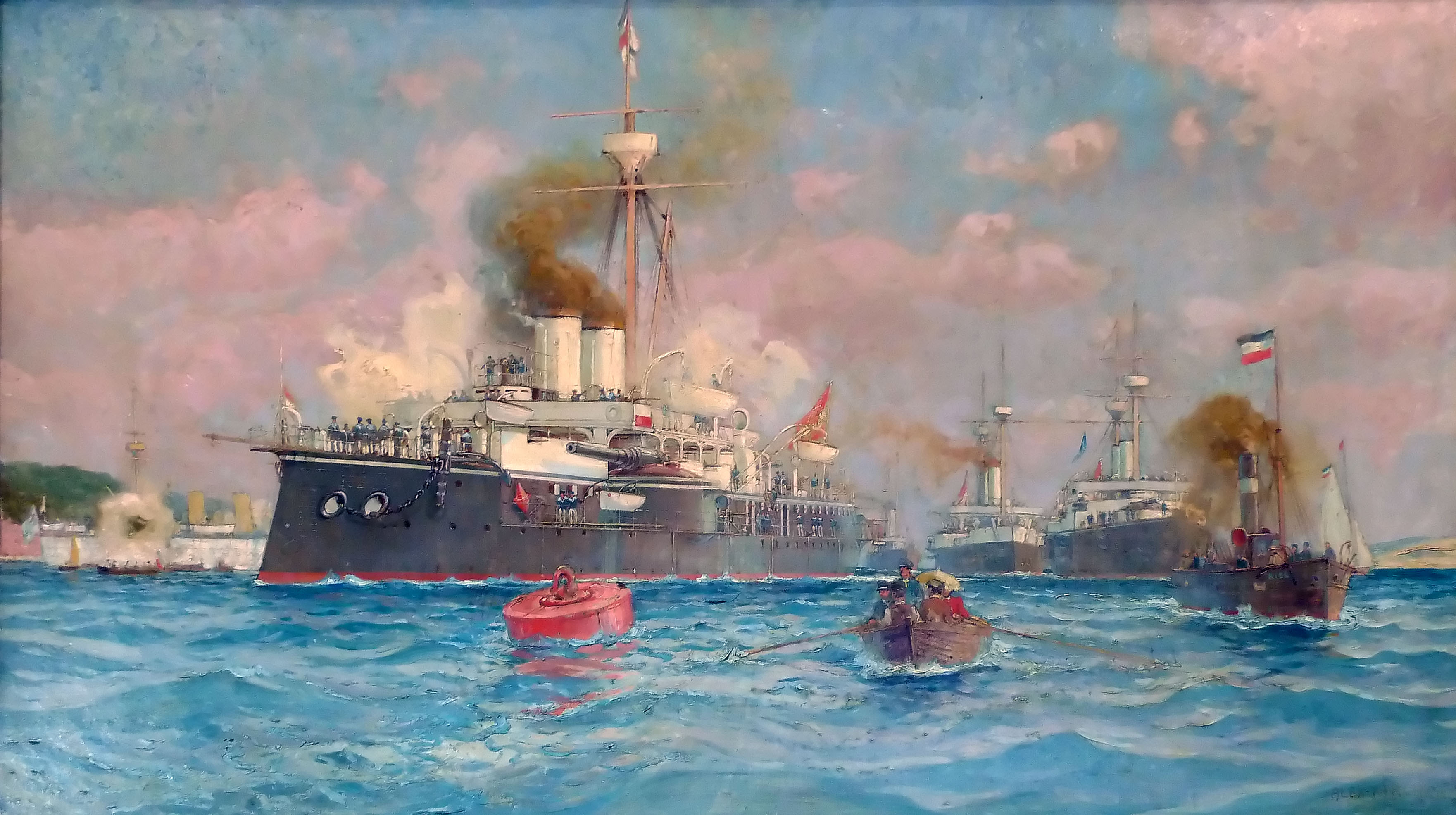
SMS Kronprinz Erzherzog Rudolf en Kiel, 1890.

Los buques de la armada austrohúngara también intervinieron en las expediciones realizadas al archipiélago Tierra de Francisco José en el Ártico.
La goleta Tegetthoff partió de Tromsø en julio de 1872. A finales de agosto, se vio bloqueada entre los hielos al norte de Novaya Zemlya y exploró regiones incógnitas hasta entonces. Mientras se encontraban a la deriva, los exploradores descubrieron un archipiélago, al que nombraron en honor al emperador.
En mayo de 1874, el capitán Payer decidió abandonar la nave bloqueada por el hielo y tratar de retornar en trineos y botes. El 14 de agosto de 1874, la expedición alcanzó mar abierto y el 3 de septiembre llegó finalmente a Rusia.

### Rebelión de Creta
A finales de 1896 estalló una rebelión en Creta y el 21 de julio de 1897, el ejército griego desembarcaba en Creta para liberar la isla del Imperio otomano e incorporarla a Grecia. Intervinieron las potencias europeas, incluida Austria-Hungría, y proclamaron en Creta un protectorado internacional. Los buques de guerra de la K.u.K patrullaron las aguas cretenses y bloquearon las fuerzas navales otomanas. Creta permaneció en esta situación hasta que a finales de 1913 fue cedida a Grecia.

### Rebelión de los bóxers

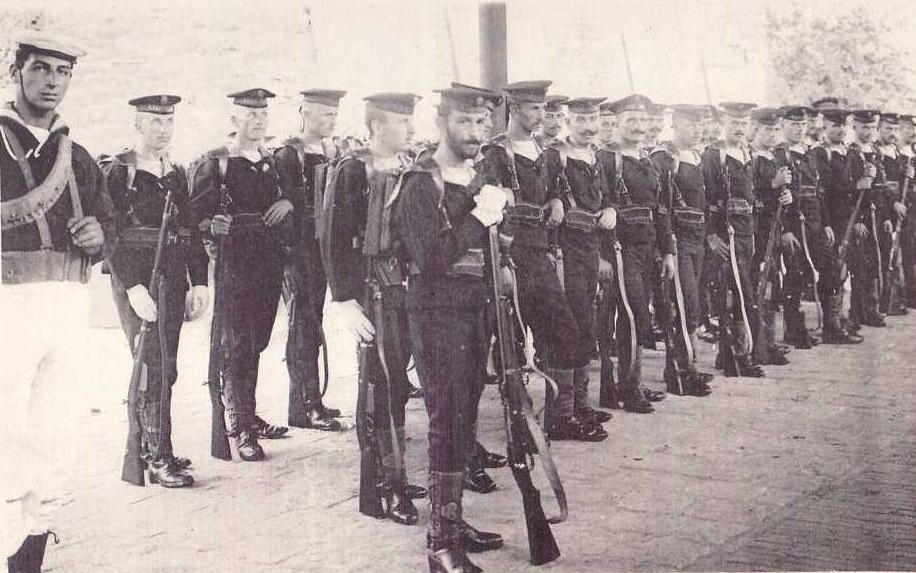
Infantes de marina austrohúngaros en Pekín, para proteger el barrio de las legaciones, antes de la Primera Guerra Mundial.

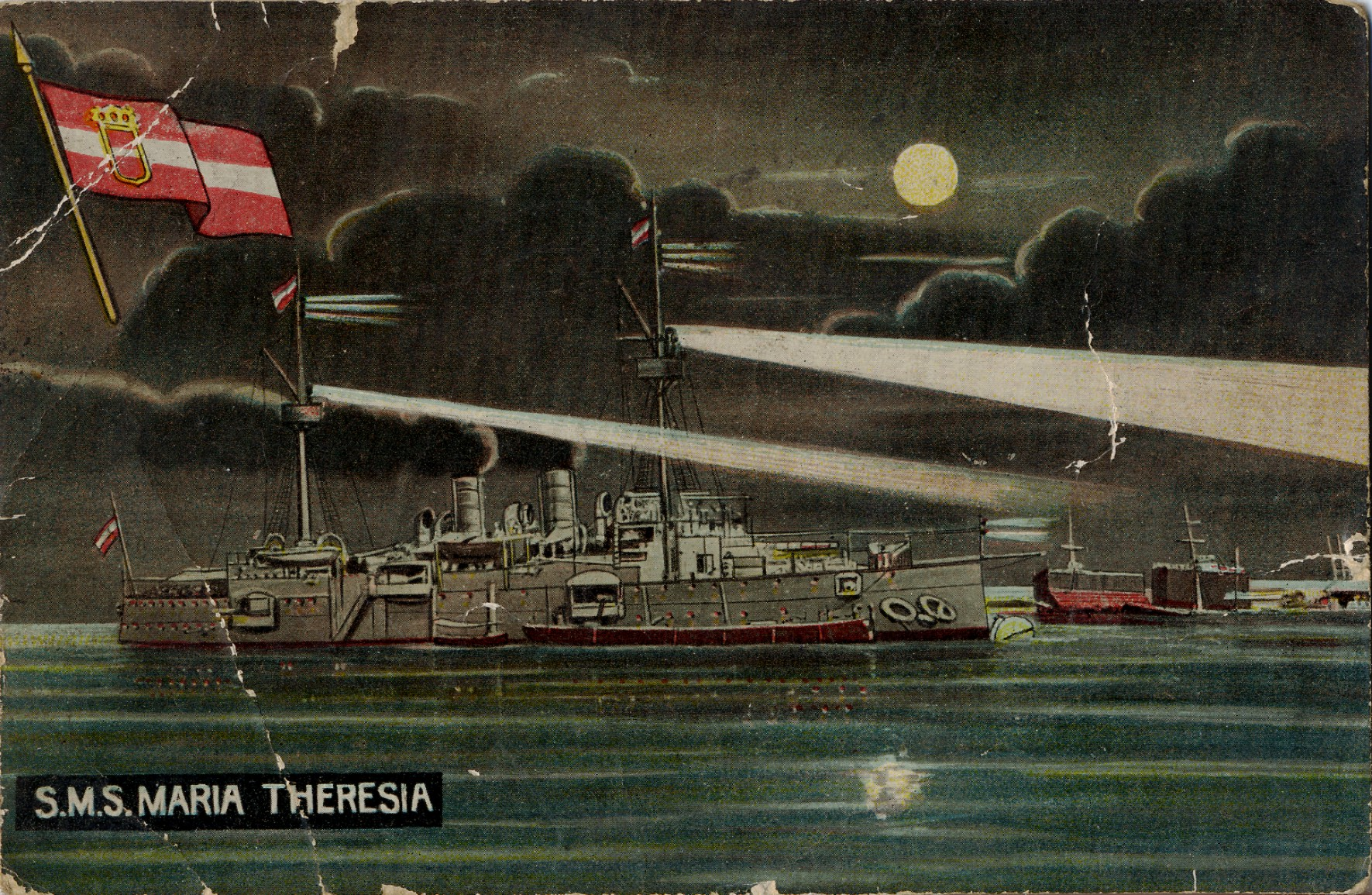
Postal del SMS Maria Theresia 1909.

Austria-Hungría formó parte de la alianza de las ocho naciones durante la rebelión de los bóxers que acaeció en China entre 1899 y 1901. Como miembro de la alianza de naciones, Austria envió dos buques de entrenamiento y los cruceros SMS Kaiserin und Königin Maria Theresia, SMS Kaiserin Elisabeth, SMS Aspern y SMS Zenta, así como una compañía de infantes de marina a la costa norte de China en abril de 1900, con base en la concesión rusa de Port Arthur.
En junio ayudaron al asentamiento de Tianjin contra las fuerzas de los bóxers, y también dispararon en varias ocasiones contra juncos armados en el río Hai cerca de Tong-Tcheou. Asimismo tomaron parte en el asentamiento de fuerzas en los fuertes de Taku y en la captura de cuatro destructores chinos por parte del capitán Roger Keyes al mando del HMS Fame. Las fuerzas de la K.u.K solo sufrieron unas pocas bajas durante la rebelión.
Tras la rebelión, se mantuvo destacado permanentemente en China un crucero y una sección de infantería de marina dentro de la embajada en Pekín.
El teniente Georg Ludwig von Trapp, famoso años después por el musical The Sound of Music, fue condecorado a bordo del SMS Kaiserin und Königin Maria Theresia por su valor durante el sofoco de la rebelión.

### Montenegro
Durante la Primera Guerra de los Balcanes, el Imperio Austrohúngaro se unió a Alemania, Francia, Reino Unido e Italia en un bloqueo al puerto de Bar (Antivari) en el Reino de Montenegro.

### Carrera de armamento naval en Europa
Entre los factores que desencadenaron la Primera Guerra Mundial, figura la carrera de armamento naval entre Gran Bretaña y el Imperio alemán. Aunque no fue la única carrera de armamento naval en Europa, el Imperio Austrohúngaro y el Reino de Italia mantuvieron una carrera similar para dominar el mar Adriático. El Imperio Austrohúngaro construyó cuatro buques tipo dreadnought de la clase Tegetthoff que se oponían a los seis dreadnoughts de la Regia Marina italiana.

### Primera Guerra Mundial

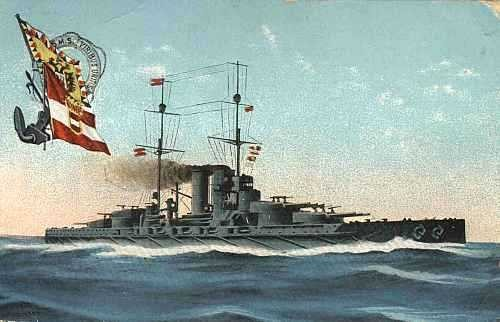
Postal del SMS Viribus Unitis

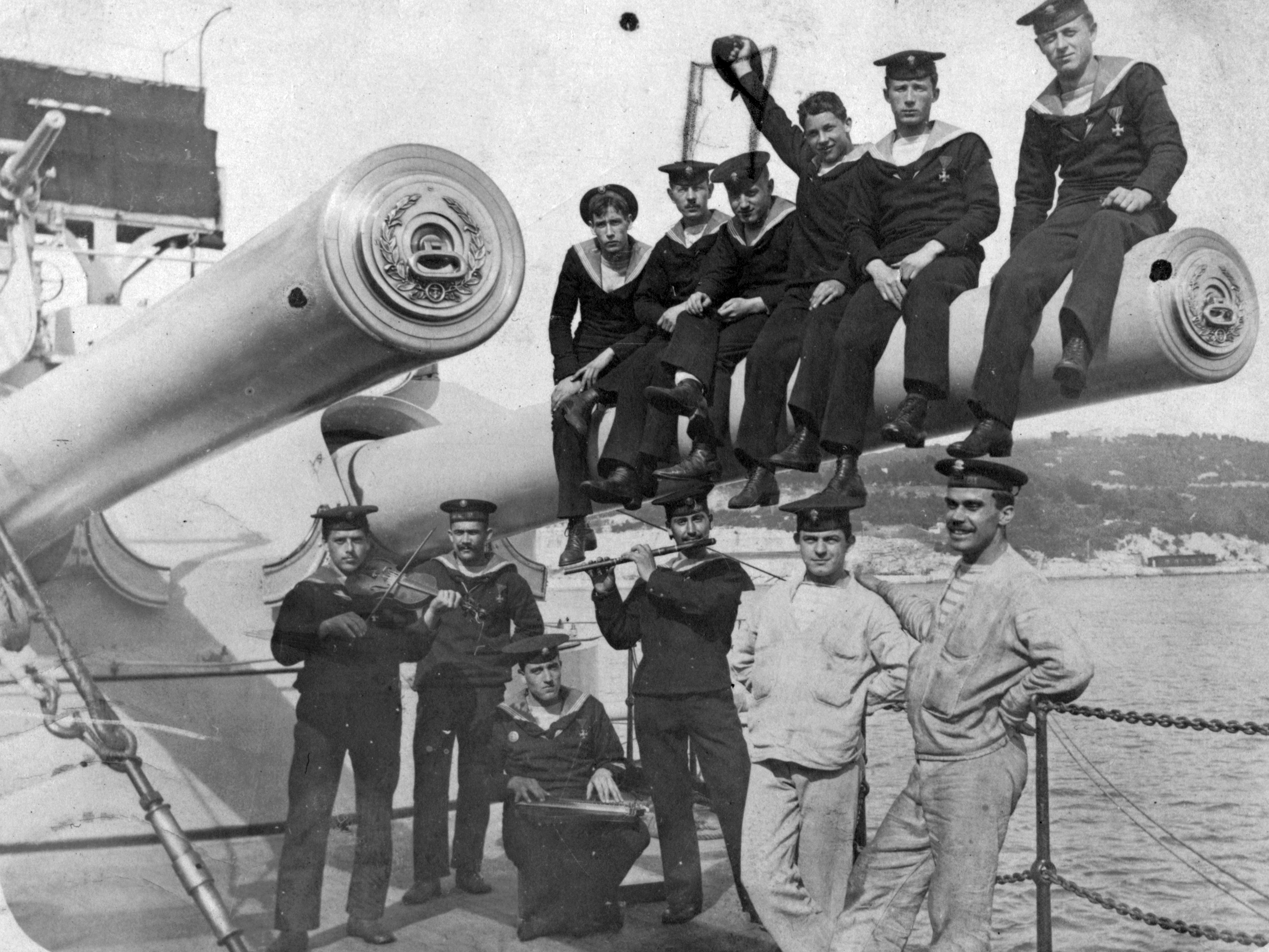
Marineros del SMS Radetzky.

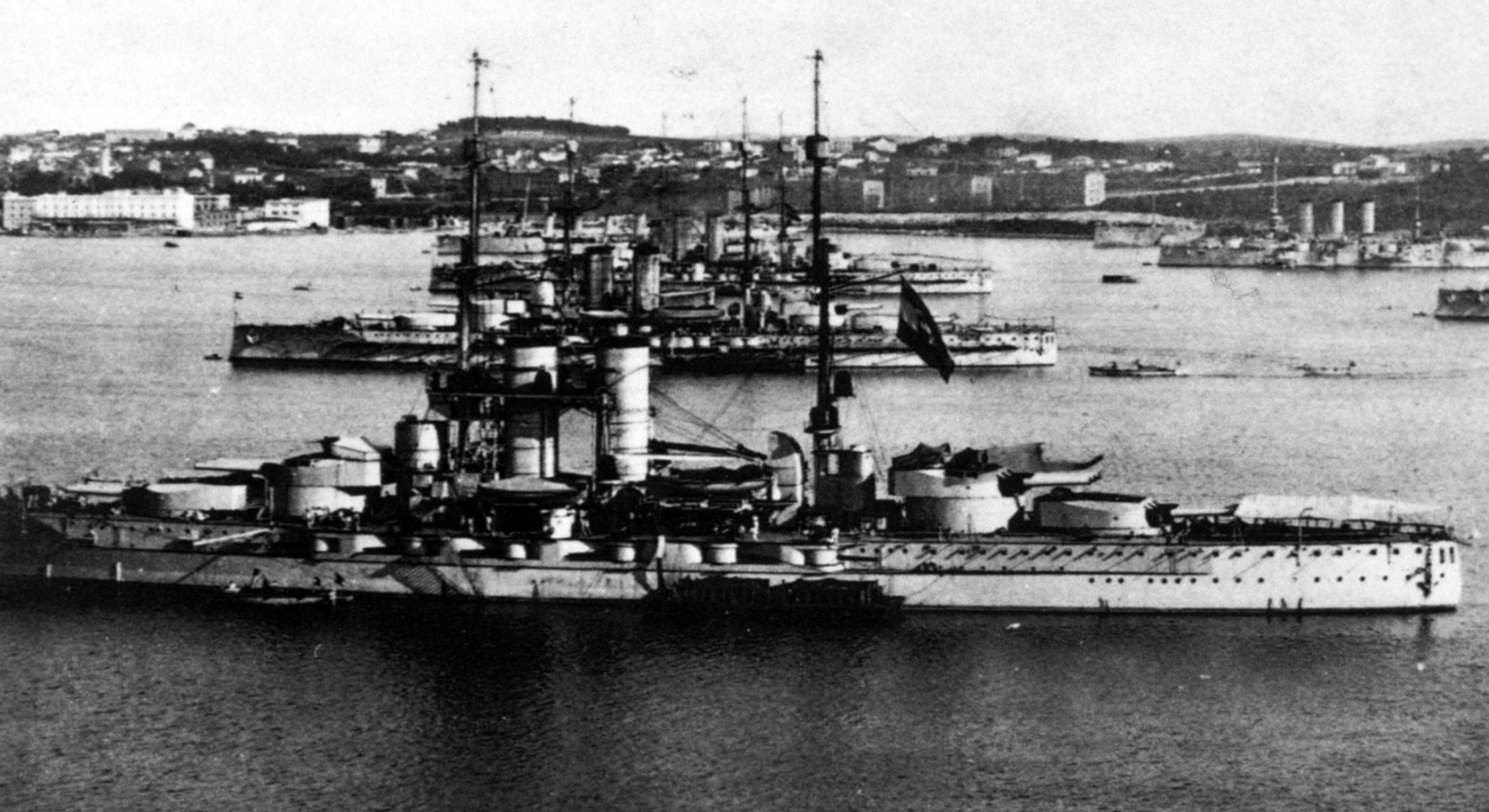
Acorazados austrohúngaros en Pola. El SMS Szent István en primer plano.

La armada austrohúngara participó en algunas acciones de combate durante la Primera Guerra Mundial, pero antes de la entrada de Italia en la guerra pasó la mayor parte del tiempo en su base naval más importante, Pula (Croacia).
El 15 de mayo de 1915, cuando Italia declaró la guerra al Imperio, los buques de la KuK Kriegsmarine partieron de sus bases en Pola, Sebenico y Cattaro para bombardear la costa oriental italiana entre Venecia y Barletta. Los objetivos principales fueron las ciudades de Ancona, Rímini, Vieste, Manfredonia y Barletta, así como los puentes y el ferrocarril a lo largo de la costa. En 1917, la flota austrohúngara estaba relativamente intacta.
La presencia de tres armadas aliadas en el Mediterráneo motivó que las medidas de coordinación fueran extremadamente difíciles. El Adriático fue dividido en once zonas, de las cuales las autoridades británicas eran responsables de cuatro, las francesas de otras tantas y las italianas de tres. Las diferencias en las estructuras de mando y las barreras lingüísticas contribuyeron a una carencia de cohesión en la fuerza naval aliada en la zona, lo que facilitó el ataque de los submarinos de las potencies centroeuropeas en la zona.

#### Batalla de Durazzo
En diciembre de 1915, una escuadra de cruceros de la KuK Kriegsmarine intentó realizar un ataque contra las tropas serbias que evacuaban Albania. Tras el hundimiento de un submarino francés y el bombardeo de la ciudad de Durazzo, la escuadra entró en un campo de minas que hundió un destructor y dañó otro. Al día siguiente, se encontró con una escuadra compuesta por buques británicos, franceses e italianos. El resultado de la batalla fue dos destructores austriacos hundidos y daños ligeros en otro, y solo daños menores en los buques aliados.
En la conferencia celebrada el 28 de abril de 1917 en Corfú por las tres potencias, se discutió la posibilidad de una estrategia más ofensiva en el Adriático, pero la Regia Marina no estaba preparada para operaciones a gran escala a la vista del tamaño de la KuK Kriegsmarine, y los británicos y franceses eran renuentes a actuar en solitario contra los austrohúngaros, especialmente en operaciones a gran escala. Por su parte, los austriacos no eran totalmente inactivos y durante estas conferencia planearon una ofensiva contra la barrera de Otranto.

#### Batalla del Canal de Otranto

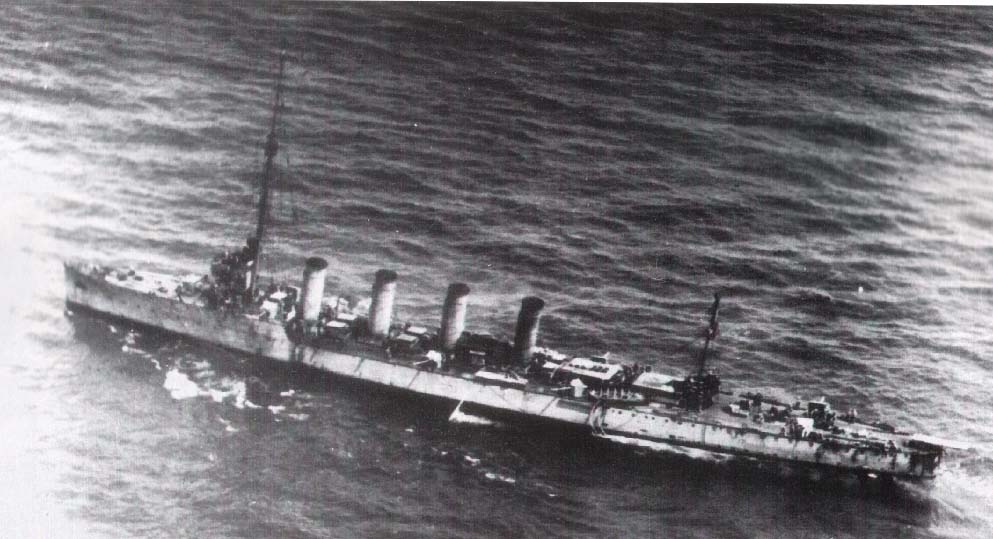
SMS Novara tras la batalla del estrecho de Otranto.

El Adriático fue clave para los submarinos en el Mediterráneo. Cattaro, a unos 260 km del estrecho de Otranto, era la principal base de los submarinos para llegar al Mediterráneo.
La Barrera de Otranto había sido montada por los aliados con más de 120 barcazas, usadas para desplegar una red antisubmarinos, y 30 lanchas a motor, equipadas con cargas de profundidad, con la intención de detener a los submarinos que operaban desde Cattaro, pero esto falló, ya que en 1916 la barrera solamente consiguió cazar dos sumergibles, el austriaco SM U-6 y el alemán SM UB-44.
La barrera sí fue efectiva para frenar a las fuerzas de superficie austrohúngaras que no podían abandonar el Adriático sin enfrentarse a las fuerzas de bloqueo. Esto, y las dificultades para el suministro de carbón, limitaron a la armada austrohúngara al bombardeo de las costas italianas y serbias.
Hubo cuatro ataques a pequeña escala contra la barrera, el 11 de marzo, el 21 y 25 de abril y el 5 de mayo de 1917, pero ninguno de ellos tuvo éxito. Se realizaron los preparativos para una gran operación: dos submarinos desplegaron un campo de minas en Brindisi, patrullando con un tercero la salida por si las fuerzas angloitalianas salían durante el ataque. La operación se preparó para la noche del 14 al 15 de mayo, día en el que se libró la mayor batalla de la KuK Kriegsmarine de la Primera Guerra Mundial, la Batalla del estrecho de Otranto.
Los primeros buques austriacos en atacar fueron los destructores SMS Czepel y SMS Balaton. Un convoy italiano de tres buques, escoltados por el destructor Borea, se aproximaba a Valona cuando los austriacos cayeron sobre ellos, con el resultado del hundimiento del Borea. Uno de los tres mercantes, cargado con munición, voló por los aires, el segundo y el tercero recibieron impactos. Posteriormente, los dos buques austriacos pusieron rumbo al norte.
Simultáneamente, los cruceros SMS Novara, SMS Saida y SMS Helgoland, bajo el mando del capitán Miklós Horthy, consiguieron sobrepasar a cuatro destructores franceses al norte de la barrera, simulando ser aliados, y tras pasar la barrera, viraron y empezaron a atacar la barrera. Cada crucero austriaco tomó como objetivo un tercio de la barrera y comenzaron a destruirla sistemáticamente con sus armas de 101 mm. Las tripulaciones a bordo de las barcazas las abandonaron en cuanto se produjeron los primeros ataques.
Durante esta batalla, los aliados perdieron dos destructores, 14 barcazas y un planeador, mientras que las fuerzas austrohúngaras sufrieron únicamente daños menores (las tuberías de vapor del Novara' fueron dañadas por un proyectil) y unas pocas bajas. La armada austrohúngara retornó a sus bases en el norte para reparaciones y reabastecimiento, y los aliados comenzaron a reconstruir la barrera.

#### El motín de 1918
En febrero de 1918 estalló un motín en la 5ª flota estacionada en la base naval de las Bocas de Kotor. Los marineros de 40 buques se unieron al motín clamando por mejores condiciones y por el final de la guerra.
El motín no llegó más allá de Kotor, y en tres días arribó una escuadra que, junto con la artillería de costa, dispararon contra algunos de los buques sublevados. Posteriormente, los buques fueron asaltados en una rápida maniobra por la infantería de marina austriaca. En torno a 800 marineros fueron encarcelados, y varias docenas de ellos fueron juzgados en consejo de guerra. Condenaron a la máxima pena a cuatro de ellos, incluido el cabecilla de la rebelión, el bohemio František Raš.

#### Final de la Primera Guerra Mundial

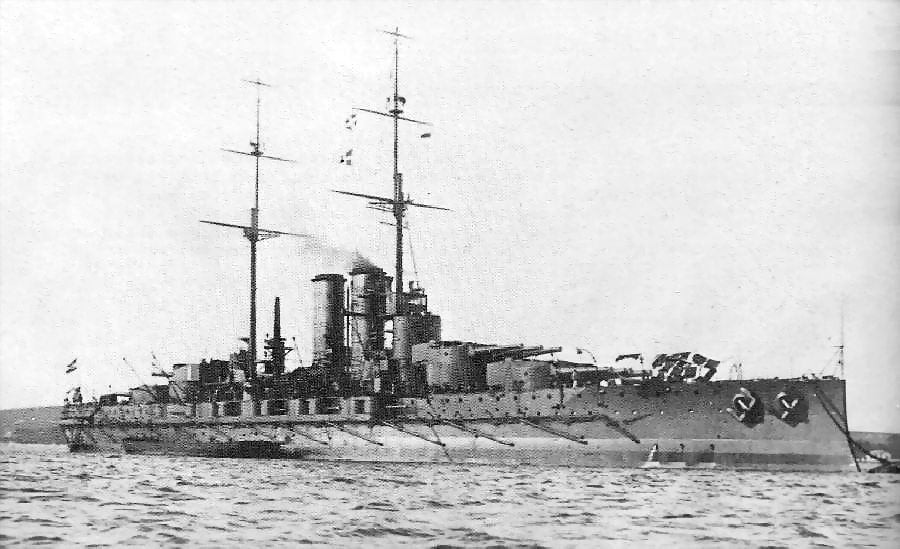
Acorazado SMS Tegetthoff, nombrado en honor al almirante von Tegetthoff.

Un segundo intento de romper el bloqueo naval tuvo lugar en junio de 1918 bajo el mando del almirante Horthy. Se planeó un ataque por sorpresa, pero torpederos italianos lanzaron dos torpedos sobre el cuarto acorazado austriaco, el Szent István. La pérdida del elemento sorpresa hizo que Horthy detuviera su ataque. A pesar de los esfuerzos realizados por la tripulación del Szent Istvan, que había sido impactado bajo la línea de flotación, y del Tegetthoff, que trató de remolcarlo, el buque fue abandonado al dejar de funcionar las bombas de achique, y se hundió.
En 1918, para evitar que la flota cayera en manos de las potencias vencedoras, el emperador austriaco entregó toda la flota, marina mercante, puertos, arsenales y fortificaciones costeras al nuevo Estado de los Eslovenos, Croatas y Serbios. Al mismo tiempo, notificaron a los gobiernos de Francia, Reino Unido, Italia y los Estados Unidos que el nuevo Estado no estaba en guerra con ninguno de ellos y que este había tomado el control sobre toda la flota austrohúngara.
Sin embargo, la flota fue atacada por la Regia Marina y la Armada francesa, que requisaron el nuevo acorazado Prinz Eugen, el cual fue llevado a Francia, donde años después fue destruido en prácticas de tiro.

#### Buques perdidos

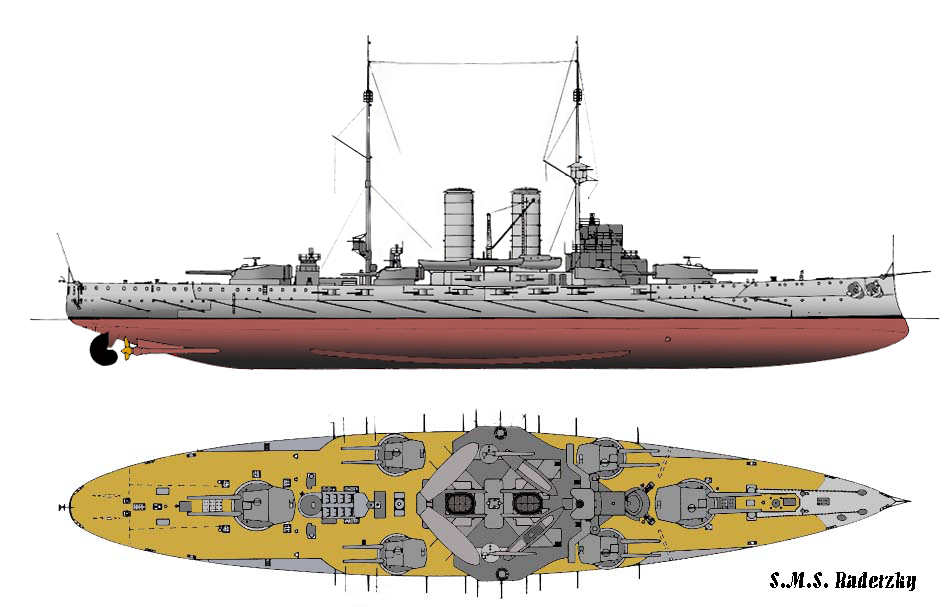
Dibujo de los semidreadnought de la clase Radetzky.

Buques perdidos durante la Primera Guerra Mundial:
- 1914: SMS Kaiserin Elizabeth, SMS Zenta
- 1915: SM U-12 (Austria-Húngria), SM U-3 (Austria-Hungría) SMS Lika, SMS Triglav
- 1916: SM U-6 (Austria-Húngria), SM U-16 (Austria-Hungría)
- 1917: SM U-30 (Austria-Húngria), SMS Wildfang, SMS Wien
- 1918: SM U-23 (Austria-Húngria), SMS Streiter, SM U-20 (Austria-Hungría), SM U-10 (Austria-Hungría), SMS Szent Istvan, SMS Viribus Unitis

 Buques perdidos tras la Primera Guerra Mundial:
- 1919: SMS Kaiser Franz Joseph I

## Arma aérea naval

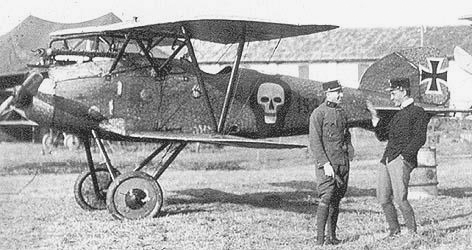
Albatros D.III de la Ku. Seefliegerkorps.

En agosto de 1916, se fundó el cuerpo aéreo de la Real Armada o KuK Seeflugwesen, que en 1917 fue renombrado como KuK Seefliegerkorps. La KuK Seefliegerkorps utilizó las siguientes aeronaves:
- Fokker A.III
- Fokker E.III
- Hansa-Brandenburg B.I
- Hansa-Brandenburg D.I
- Aviatik D.I
- Albatros D.III
- Phönix D.I
- Fokker D.VII

## Escalafón naval

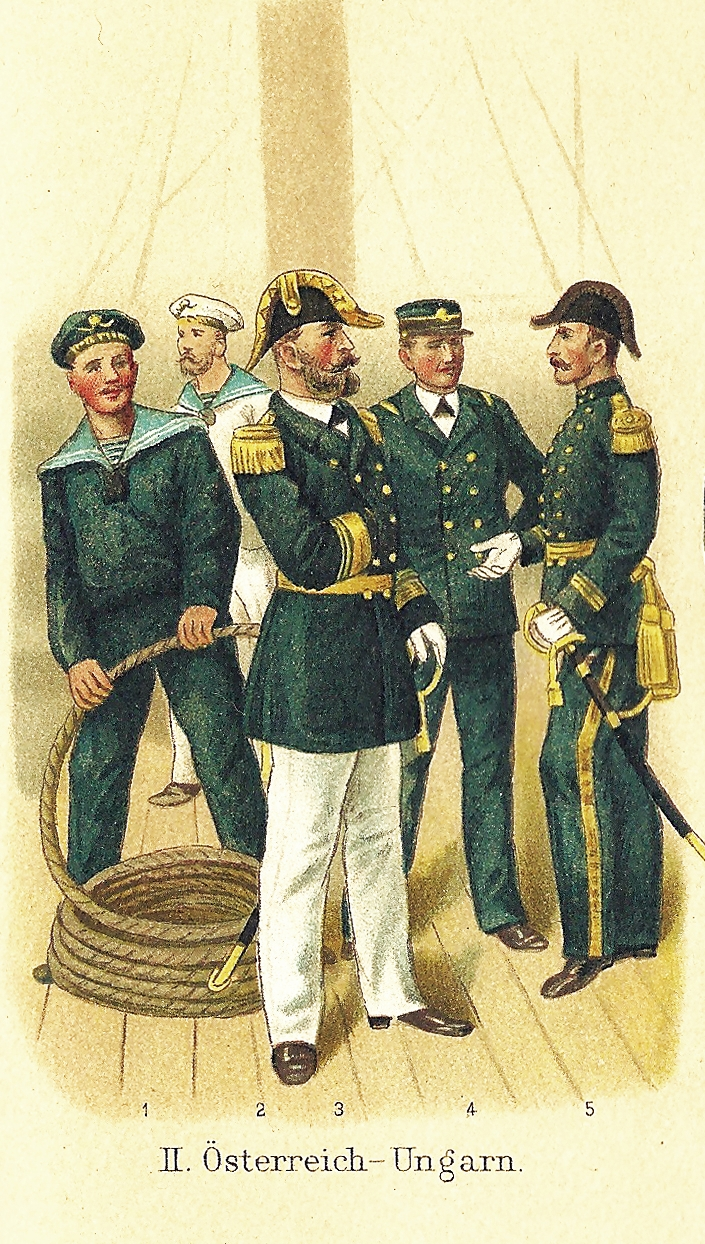
Uniformes de la armada de 1897

Marineros y suboficiales
- Marinero
- Marinero de primera
- Cabo segundo
- Cabo primero
- Contramaestre de tercera
- Contramaestre de segunda
- Contramaestre de primera

Aspirantes navales
- Aspirante del mar
- Cadete del mar
- Alférez naval

Oficiales
- Alférez de fragata (hasta 1908)
- Alférez de navío (hasta 1908)
- Teniente de corbeta
- Teniente de fragata
- Teniente de navío
- Capitán de corbeta
- Capitán de fragata
- Capitán de navío
- Contraalmirante
- Vicealmirante
- Almirante
- Gran Almirante

| Uniformes de la armada austrohúngara de 1877 | | |
| [[File:S-r Majest. Kriegs - Marine- Lin. Schiffs-Lieut. (in Galla), See-Officier (in Mantel), Flaggen-Officiere (in gr. Dienstes Uniform.) (NYPL b14896507-90711).tiff\|285px\|alt={{{Alt\|{{{descripción}}}]] | [[File:See-Cadet I.Cl. (in Jake); Mr.Kapellmstr. (in Galla); Mr. Arzt (in gewöhnl. Unif.); Mr. Beamte (in gr. Dienstes Unifrm) (NYPL b14896507-90710).tiff\|280px\|alt={{{Alt\|{{{descripción}}}]] | [[File:Mannschaft - Matrose (in Parade), Quartiermeister (in Paletot; mit Kappen. Überzug u. weiss Leinen Hemdu u. Hose), Waffenmeister (in Parade) (NYPL b14896507-90712).tiff\|272px\|alt={{{Alt\|{{{descripción}}}]] |
| Oficiales de línea. | Cadete, director musical, cirujano y oficial de suministros. | Suboficiales y marineros |

## Personal famoso
- Wilhelm von Tegetthoff: almirante austriaco de mediados del siglo XIX.
- Miklós Horthy: almirante húngaro durante la Primera Guerra Mundial, llegaría a ser regente de Hungría.
- Georg Ludwig von Trapp: oficial de submarinos austríaco, cabeza de la familia Von Trapp, que se haría famosa por el musical The Sound of Music
- Maximiliano I de México: Archiduque de Austria y luego Emperador de México, el cual llegó a ser contraalmirante a las 24 años de edad.

## Comandantes en jefe de la armada (Oberkommandant der Marine; desde marzo de 1868 nombradosMarinekommandant)
- Hans Birch Dahlerup, Vicealmirante (febrero de 1849 - agosto de 1851)
- Franz Graf von Wimpffen, Vicealmirante (agosto de 1851 - septiembre de 1854)
- Archiduque Fernando Maximiliano de Austria, Almirante (septiembre de 1854 - abril de 1861)
- Ludwig von Fautz, Vicealmirante (1861 - juli de 1865)[6]
- Wilhelm von Tegetthoff, Vicealmirante (juli de 1865 - abril de 1871)
- Friedrich von Pöck, Almirante (abril de 1871 - noviembre de 1883)
- Maximilian Daublebsky von Sterneck, Almirante (noviembre de 1883 - diciembre de 1897)
- Hermann von Spaun, Almirante (diciembre de 1897 - octubre de 1904)
- Graf Rudolf Montecuccoli, Almirante (octubre de 1904 - febrero de 1913)
- Anton Haus, Almirante/Gran Almirante (febrero de 1913 - febrero de 1917)
- Maximilian Njegovan, Almirante (febrero de 1917- febrero de 1918)

## Comandantes en jefe de la flota (1914-1918) (Flottenkommandant)
- Anton Haus, Almirante/Gran Almirante (julio de 1914 - febrero de 1917)
- Maximilian Njegovan, Almirante (febrero de 1917 - febrero de 1918)
- Miklós Horthy, Contralmirante/Vicealmirante (febrero de 1918 - noviembre de 1918)